# Plinzenmühle
Die Plinzenmühle in der Stadt Viersen war eine Wassermühle mit einem mittelschlächtigen Wasserrad.

## Mühlen in Viersen
In der Gemeinde Viersen gab es in den früheren Jahrhunderten insgesamt 18 Mühlen. Davon waren vier Rossölmühlen  Hammermühlen. Diese wurden durch Pferdekraft betrieben. Weiter gab es zwei Windmühlen, die Hoser- und die Hüsterfeldwindmühle, die beide in Privatbesitz waren.
Anders dagegen war es mit den Wassermühlen. Das Stift St. Gereon in Köln besaß die Grundherrschaft von Viersen und damit das Wasserrecht über die Bäche in Viersen. Die Errichtung von Wassermühlen bedurfte seiner Zustimmung. Das Stift vergab Mühlenrechte als erbliches Lehen und bezog davon eine jährliche Lehnsrente. Diese musste an die Pfarrstelle St. Remigius geliefert werden. Aus diesen Unterlagen geht hervor, dass es schon 1246 in Viersen zwölf Wassermühlen gegeben hat. Alle Mühlen, mit Ausnahme der Klostermühle, zahlten jährlich einen Sümmer (etwa ein Zentner) Malz als Lehnszins. Es gab in der Herrlichkeit Viersen keinen Mühlenzwang. Alle Bauern konnten mahlen lassen, wo sie wollten.
Diese zwölf Mühlen lagen am:
- „Dorfer Bach“: Kaisermühle, Kimmelmühle, Goetersmühle, Biestenmühle und Schricksmühle
- „Hammer Bach“: Plinzenmühle, Schnockesmühle, Sgoedenmühle, Bongartzmühle, Hüstermühle und Hammer Mühle
- „Rintger Bach“: Klostermühle

## Geographie
Die Plinzenmühle hatte ihren Standort am Hammer Bach an der Weiherstraße im Ortsteil Oberbeberich, in der Stadt Viersen im Kreis Viersen. Der Mühle vorgelagert war ein Weiher.  Der Wasserspiegel vom Hammer Bach lag in diesem Bereich bei 52 m über NN. Die Mühle lag an dem schmalen Weg, der von der Bebericher Straße gegenüber der Berliner Höhe herunter zur Weiherstraße führt. Unterhalb der Plinzenmühle lag die Schnockesmühle.
Der Hammer Bach versorgte über Jahrhunderte sechs Mühlen mit Wasser. Die Pflege und Unterhaltung des Gewässers obliegt dem Wasser- und Bodenverband der Mittleren Niers, der in Grefrath seinen Sitz hat.

## Geschichte
Die oberste der Mühlen am Hammer Bach war die Plinzenmühle. Sie gehörte am Anfang des 18. Jahrhunderts einer Müllerfamilie Nensch und wurde deswegen auch Nenschmühle genannt. Neben diesem Personennamen führte sie auch die ältere Bezeichnung „Plinzenmühle“. Damit war der Umstand gemeint, dass hier Buchweizenmehl hergestellt worden war. „Plinsen“ ist der Buchweizenpfannekuchen. „Thoenes (Anton) up der plinsen Moellen“ hieß der erste bekannte Müller auf dieser Mühle (1408). Die Plinzenmühle hatte wegen ihrer Hanglage ein mittelschlächtiges Wasserrad, das einen Mahlgang antrieb. Im Jahre 1809 betrug die tägliche Mahlfähigkeit der Mühle eineinhalb Malter Getreide. (Ein Malter = drei Zentner) Die Mühle stellte um 1920 den Mahlbetrieb ein. Das Gebäude wurde nach 1945 niedergelegt und der Weiher zugeschüttet.

## Galerie

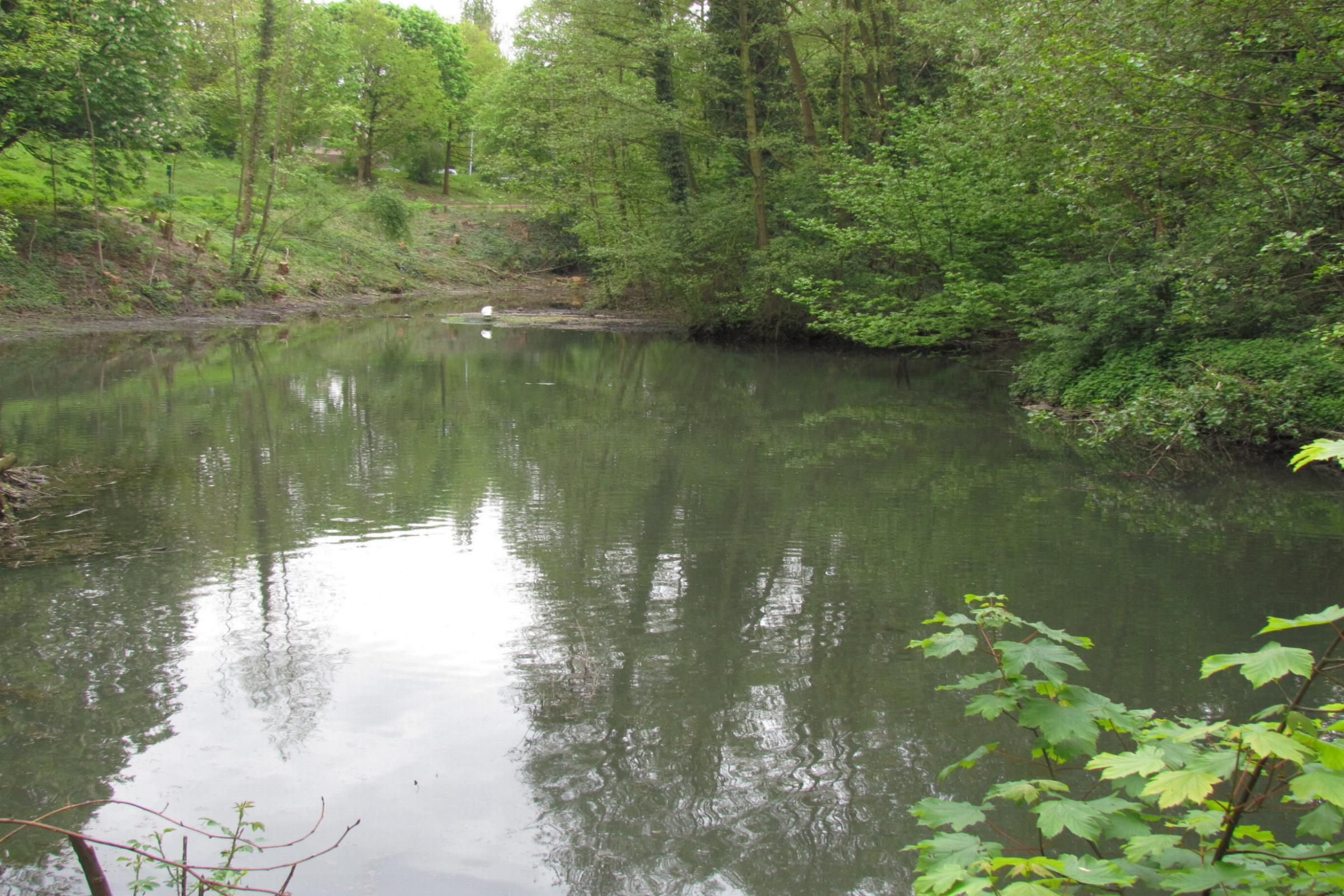
Rückhaltebecken unterhalb der Plinzenmühle
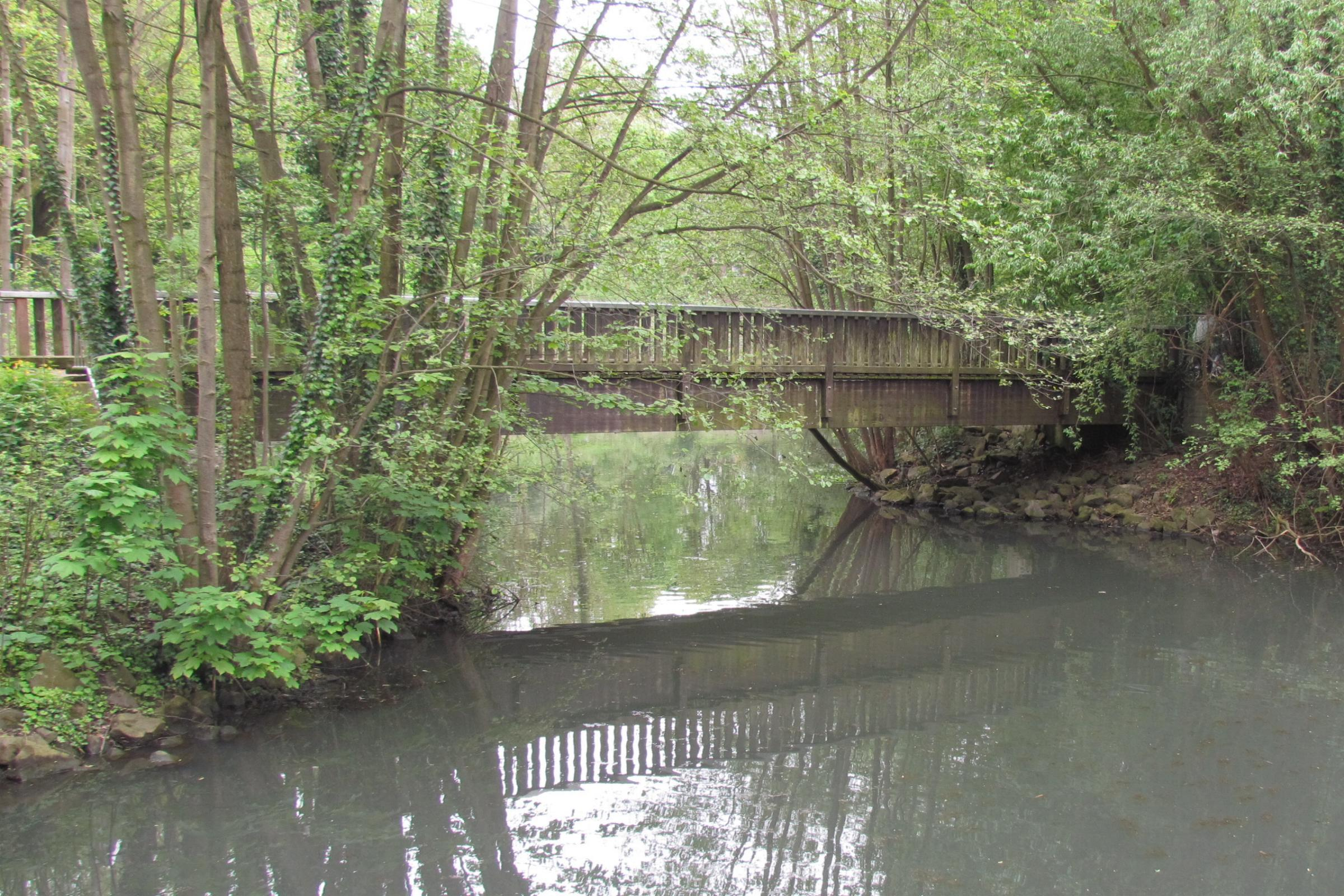
Brücke über das Rückhaltebecken
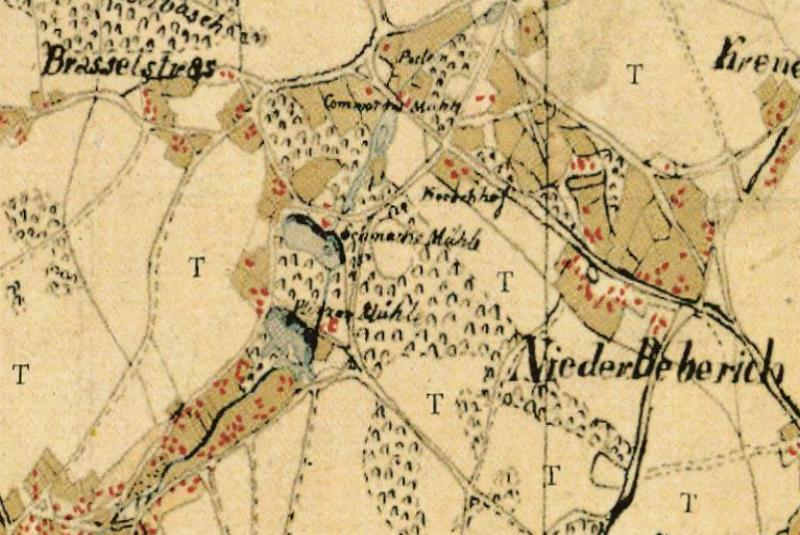
Tranchotkarte von 1806